# Karvaly (madár)
A karvaly (Accipiter nisus) a madarak osztályának vágómadár-alakúak (Accipitriformes) rendjébe, ezen belül a vágómadárfélék (Accipitridae) családjába tartozó faj. A felnőtt hím karvalyok testének felső része kékesszürke színű, és testük alsó része keresztben narancssárgás vonalakkal díszített. A nőstények és a fiókák barna színezetű felső résszel és barna színezetű alsó testtájjal rendelkeznek. A nőstények több mint 25 százalékkal nagyobbak a hímeknél, amely az egyik legnagyobb különbség a nemek közt a madarakat tekintve. Habár e ragadozó főleg az erdei madarak elejtésének specialistája, mégis előfordul elterjedési területének szinte valamennyi élőhelyén, ahol kerti madarakra is vadászik a lakott területeken. A hímek legfőképpen kisebb madarakat zsákmányolnak, mint például cinegéket, pintyféléket és verebeket, míg a nőstények elsősorban rigóféléket és seregélyeket ejtenek el, de képesek megölni akár 500 gramm tömegű vagy annál nagyobb prédát is.
A karvalyok megtalálhatóak szinte az Óvilág egész mérsékelt égövi és szubtrópusi területein. Azon egyedek, amelyek az északabbi vidékeken élnek, azok költözőmadarak, míg az enyhébb déli területeken csak kisebb vonulásokat végeznek a karvalyok, vagy ahol az időjárás engedi, ott egész évben ugyanazon a vidéken vadásznak. A karvalyok bármilyen erdőségben képesek fészket rakni, amely fészkeket fákra építik gallyakból és kisebb ágakból. A fészek átmérője a 60 centimétert is meghaladhatja. Négy vagy öt halványkék, barna pettyekkel díszített tojást rak a tojó és a költés sikere azon múlik, hogy a nősténynek sikerül-e megtartania testsúlyát, mialatt a hím látja el élelemmel a költés során. A fiókák 33 nappal később kelnek ki és további 24-28 nap múlva már ki is repülnek.
A fiókák túlélési valószínűsége 34 százalék az első évben és mintegy 69 százaléka a túlélőknek éli meg a második életévet is. A halálozási arány a fiatal hím egyedeknél nagyobb, mint a fiatal nőstényeknél. A karvalyok átlagosan négy évet élnek. Ez a madárfaj manapság az egyik legelterjedtebb ragadozó madár Európában, bár populációjukat megviselte a második világháború időszaka. A klótartalmú szerves rovarölő szerek, amelyekkel a magvakat kezelték vetés előtt, feldúsultak az európai állományban és olyan mértéket értek el, amely képes volt végezni a kevésbé ellenálló egyedekkel, valamint vékonyabbá és törékenyebbé tette a lerakott tojások héját, amelyek ezáltal eltörtek a tojó alatt. A populáció azonban kezd helyrejönni, mióta betiltották a hasonló szereket és manapság viszonylag elterjedtté vált e faj, amely nem veszélyeztetett státuszt kapott a Bird Life International nemzetközi madárvédő szervezettől. Magyarországon védett, természetvédelmi értéke 50 000 Ft.
A karvalyok vadászati szokásai állandó összetűzések kereszttüzébe állítják az emberekkel évszázadok óta, mivel a postagalambokat tartók állítása szerint a karvalyok felelősek a galambok nagy számú halálozásáért. Hasonló módon a karvalyokat teszik felelőssé egyesek, amiért az énekesmadarak száma megritkult az utóbbi időben; jóllehet a tudományos kutatásoknak nem sikerült egyik esetben sem kimutatni az összefüggést. Tanulmányok bizonyították, hogy a karvalyok csak kevesebb mint egy százalékáért felelősek a postagalambok pusztulásának. A solymászok már a 16. századtól kezdve használják a karvalyokat, bár azok nehezen tanulnak, ugyanakkor nagyra becsülik bátorságáért. E madárfaj kiemelt szerepet kap a német pogány mitológiában és William Shakespeare, Alfred Tennyson és Ted Hughes is említést tesz róla több művében.

### Rendszertani besorolása
A karvaly a vágómadárfélék családba tartozik, azon belül pedig az Accipiter nemzetségbe sorolható, amely főleg kis és közepes méretű héjafajokat foglal magába.
A karvalyt először Carl von Linné sorolta be rendszertanilag a 18. században Systema Naturae című munkájában előbb, mint Falco nisus, majd később 1760-ban a francia zoológus, Mathurin Jacques Brisson sorolta át jelenlegi nemzetségébe. Jelenlegi elnevezése a latin accipiter szóból ered, mely héját jelent, míg a nius utótag verebészt jelent. A görög mitológiában Nisus Megara királya volt, aki karvallyá változott, miután lánya, Szkülla levágta hajának lila lakatját, hogy odaajándékozza kedvesének, Minosznak, aki Nius ellensége volt.
A karvalyok alfajai közt találjuk a Kelet- és Dél-Afrikában honos (Accipiter rufiventris) fajt és feltehetően ide tartozik a (Accipiter madagascariensis) faj is. Földrajzi szempontból nézve a karvalyokat megfigyelhető, hogy kelet felé haladva e madarak egyre nagyobbak és fakóbb tollazatúak, mint nyugaton élő rokonaik. A karvalyoknak hat alfaját különböztetjük meg:
- A. n. nisus, a névadó faj, mely Linné 1758-as művében is szerepel.[3] Elterjedési területe Európától kezdve egészen Nyugat-Szibériáig ésIránig tart, északabbi populációi telente a Földközi-tenger medencéjébe, Észak-Afrikába, az Arab-félszigetre és Pakisztánba vándorolnak.[3]
- A. n. nisosimilis, melyet 1833-ban fedezett fel Samuel Tickell. Élőhelye Közép- és Kelet-Szibériától egészen Kamcsatkáig és Japánig terjed, valamint Kína északi és déli részein honos.[4] Ezen alfaj teljesen vándormadár, a telet Pakisztánban, kelet felé Indiában és Délkelet-Ázsiában, Dél-Kínától a Koreai-félszigetig, és Japánban tölti, míg néhány egyed Afrikában. Nagyon hasonló a névadó fajhoz, ám nagyobb méretű madárfaj.
- A. n. melaschistos, melyet 1869-ben Allan Octavian Hume fedezett fel. Afganisztán és a Himalája hegyeiben, valamint Tibet déli részétől Nyugat-Kínáig költ és a telet Dél-Ázsia síkságain tölti. A nisosimilis alfajnál nagyobb[2] és hosszabb faj.[5] Sötét színű testének felső része, és jóval határozottabb színezetű az alsó része is.
- A. n. wolterstorffi, melyet Otto Kleinschmidt fedezett fel 1900-ban. E madárfaj Korzikán és Szardínián őshonos. A karvalyok közül e madárfaj a legkisebb testtömegű.[6] Sötétebb és jóval élénkebb alsó csíkozású.
- A. n. granti, melyet Richard Bowdler Sharpe fedezett fel 1890-ben.[3] Madeirán és a Kanári-szigeteken él. Kicsi és sötét színű.[7]
- A. n. punicus, melyet Erlanger fedezett fel 1897-ben.[3] Északnyugat-Afrikában őshonos és a Szahara északi részén. Nagyon hasonló a névadó fajhoz,[8] ám halványabb tollazatú és nagyobb annál.[7]

## Jellemzése

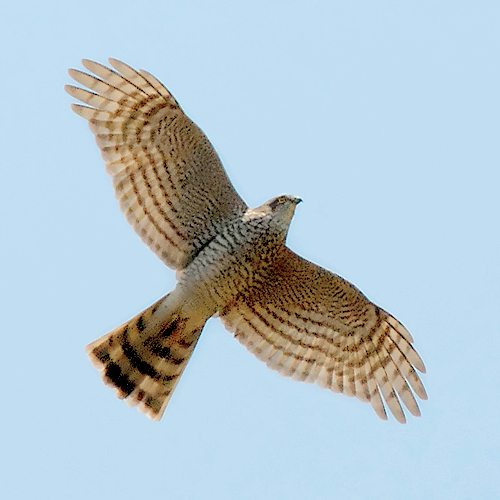
Repülés közben, alulnézetből. Jól kivehetőek a keresztben futó csíkozások testének alsó részén

A karvaly kis testű ragadozó madár, széles szárnyakkal és hosszú farokrésszel, melyek a fák közti manőverezést segítik. A nőstények akár 25 százalékkal nagyobbak is lehetnek a hímeknél és súlyuk akár kétszeres is lehet. Hasonló méretbeli különbség nem igazán jellemző a nagyobb gerinceseknél, ám a ragadozó madarak közt nem ritka az ilyesmi, ugyanakkor még a ragadozó madarak közt is ez a legnagyobb különbözet a két nem tagjai közt.
A felnőtt hím egyedek 29–34 cm hosszúak és szárnyfesztávolságuk 59–64 cm. A hímek súlya 110 és 190 gramm között változik A hím testének felső részei palaszürkék, mely időnként inkább kékes színezetű, míg alsó részük barnásvörös csíkozású, mely távolról akár narancssárgának is tűnhet, íriszük narancssárgás-sárgás, vagy vöröses narancssárga. A nőstények jóval nagyobbak. Testhosszuk 35–41 cm, szárnyfesztávolságuk 67–80 cm, míg testsúlyuk 185-342 gramm között váltakozik. A nőstény testének felső része sötétbarna, vagy szürkésbarna, és alsó fele keresztben barna csíkozású és világos sárga, vagy narancs színű írisze van. A fiatalok barna felső résszel és rozsdabarna vonalakkal rendelkeznek alul, vagy barna pöttyösek, míg íriszük halványsárga színű és nyakukon sötét csíkok futnak a középső csík kivételével.
A karvalyok testszíne remek példája a rejtő színeknek, amely segít megtörni a madár sziluettjét. Az álcázó színek jellemzőek a ragadozó madarakra és más olyan állatokra, amelyek gyorsan mozogva ejtik el prédájukat. A keresztben való csíkozottság, amely a felnőtt karvalyoknál megfigyelhető, jellemző rejtő mintázat olyan ragadozó madárfajoknál, melyek főleg erdős területeken vadásznak. A hím kékes színezetű tollazata más ragadozó madaraknál is megjelenik, mint például a vándorsólyom, a kis sólyom, vagy egyéb Accipiter családba tartozó fajok.
Egy tanulmány (melyhez kitömött madarakat használtak), úgy találta, hogy a kisebb testű madarak kevésbé közelítik meg a kakukkot, mivel annak hasi mintázata hasonlatos a karvalyokéhoz. A cserregő nádiposzáták jóval agresszívabban viselkedtek azokkal a kakukkokkal, amelyek kevésbé voltak héja-szerűek, amely arra enged következtetni, hogy minél jobban hasonlít egy kakukk a ragadozó madarakhoz, annál könnyebben hozzá tud férni a fiókái felnevelésére kiszemelt madarak fészkéhez. A karvalyok kis csőre arra szolgál, hogy leszedjék az áldozataik tollait, vagy szétdarabolják azokat, semmint arra, hogy azzal öljenek, vagy levágják áldozatukat. A karvaly hosszú lábai és karmai arra szolgálnak, hogy könnyebben tudja elejteni áldozatát. Míg egyik karma különösen hosszú, addig a másik kettő inkább rövid. A középső karma hossza azt szolgálja, hogy megragadjon vele tárgyakat.
Repülésük jellegzetesen két szárnycsapásból, majd egy siklásból áll, ezt hullámmozgást végezve teszik meg. E madárfaj hasonló méretű, mint a kis héja, ugyanakkor nagyobb méretű, mint a sikra, míg a hímek alig valamivel nagyobbak, mint a kis sólymok. A méretbeli átfedések miatt a nőstények könnyedén összetéveszthetőek a hasonló méretű héjával, de kisebb tömegűek, mint a héják. A karvalyok kisebbek, jóval karcsúbbak, rövidebb szárnyaik, szögletes farokrészük van, és gyorsabb szárnycsapásokkal repülnek. Kínában hasonló madárfaj az Accipiter virgatus, habár az A. n. melaschistos jóval nagyobb méretű.
Nagy-Britanniában azon karvalyok, amelyek a messzi északon élnek, nagyobbak, mint déli társaik. A különbség főleg a szárnyfesztávolságban érhető tetten, ami az egyik legjobb összehasonlítási alap a testméretek között is megfigyelhető, hogy északabbra haladva szélességi fokonként a hímeknél 0,86 milliméterrel, míg a nőstényeknél 0,75 milliméterrel hosszabbak az egyedek szárnyai.

## Élettartama és populációja

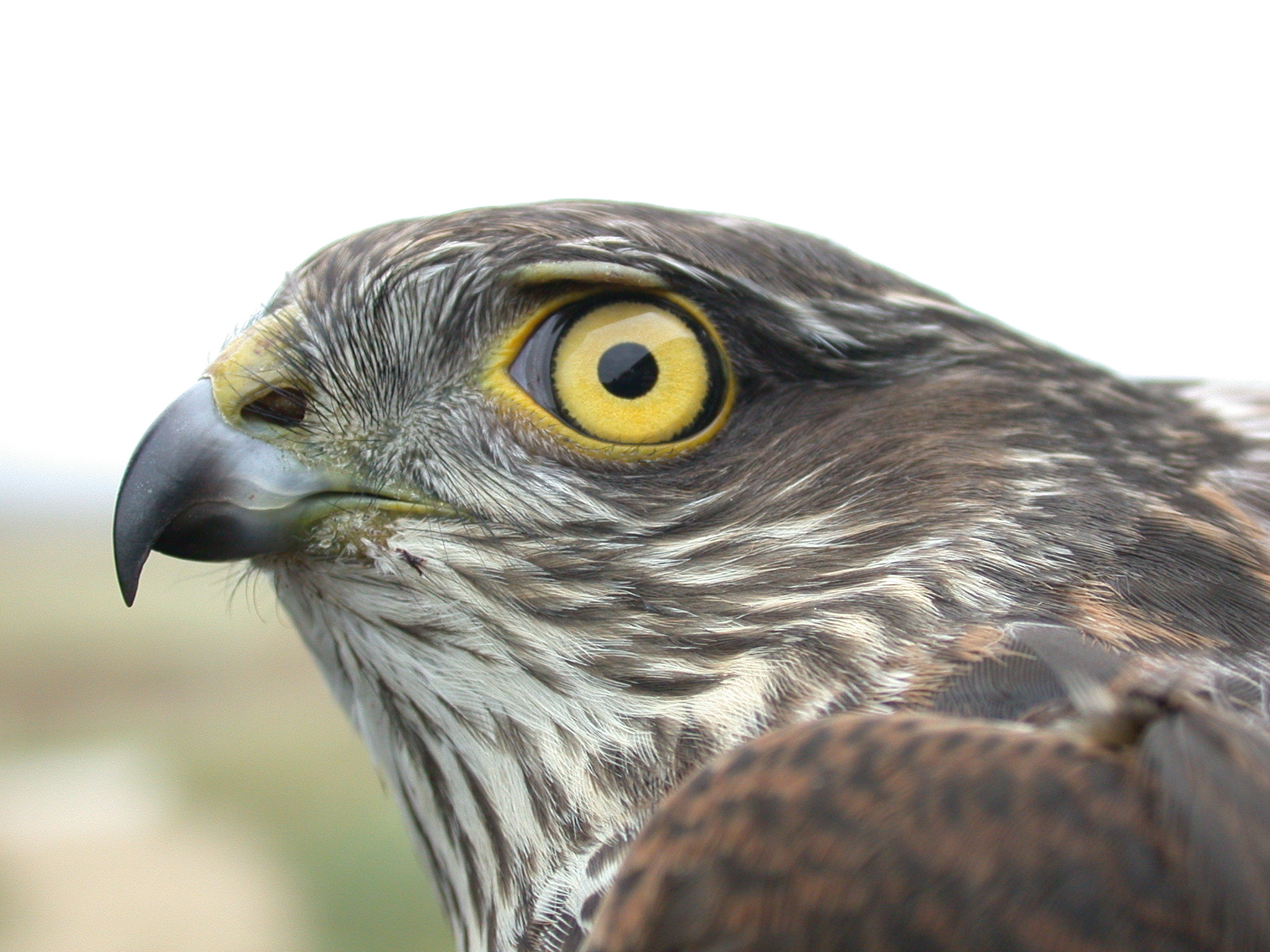
Sárga írisz egy fiatal karvalynál. A sárga szín később sötétebbé válik

A legidősebb ismert karvaly több mint két évtizedig élt; Dániában találták meg tetemét, húsz évvel és három hónappal azután, hogy meggyűrűzték. A karvalyok átlagos élettartama négy év. A British Trust for Ornithology adatbázisa szerint a fiókák túlélési valószínűsége 34 százalék az első évben és mintegy 69 százaléka a túlélőknek éli meg a következő évet is. Az első életévükben a karvalyoknak kisebb a testsúlyuk, mint a felnőtt példányoknak és különösen soványak a kirepülést követő első két hónap során. Valószínűleg ez az oka a fiatal egyedek magas halálozási arányának, különösképpen a hímek esetében ebben az időszakban. Egy Dél-Skóciában végzett kutatás rámutatott arra, hogy azon példányok, amelyeknek kisebb a súlyuk, kisebb méretű zsákmányokat ejtenek el, ami azt jelenti, hogy kevesebb időnek lehet eltelni két étkezés között. A testsúlybeli hátrány egyben a zsákmányállatok méretét is korlátozza. Úgy tartják, hogy a nőstény karvalyok akár hét napig is képesek életben maradni élelem nélkül, amely mintegy három nappal több, mint ameddig az átlagos testsúlyú hímek bírnák.
Egy tanulmány megalapozottnak találta azt a feltevést, miszerint a nőstény karvalyok túlélési arányai fokozatosan javulnak életük első három évében és csökkenésnek indul életük utolsó öt-hat évében. Az öregedés okolható e madarak csökkenő túlélési esélyeiért.
2018-ban a madárszámlálás adatai alapján 196 itthon telelő karvalyt figyeltek meg a madarakat számlálók.

## Élőhelye és viselkedése

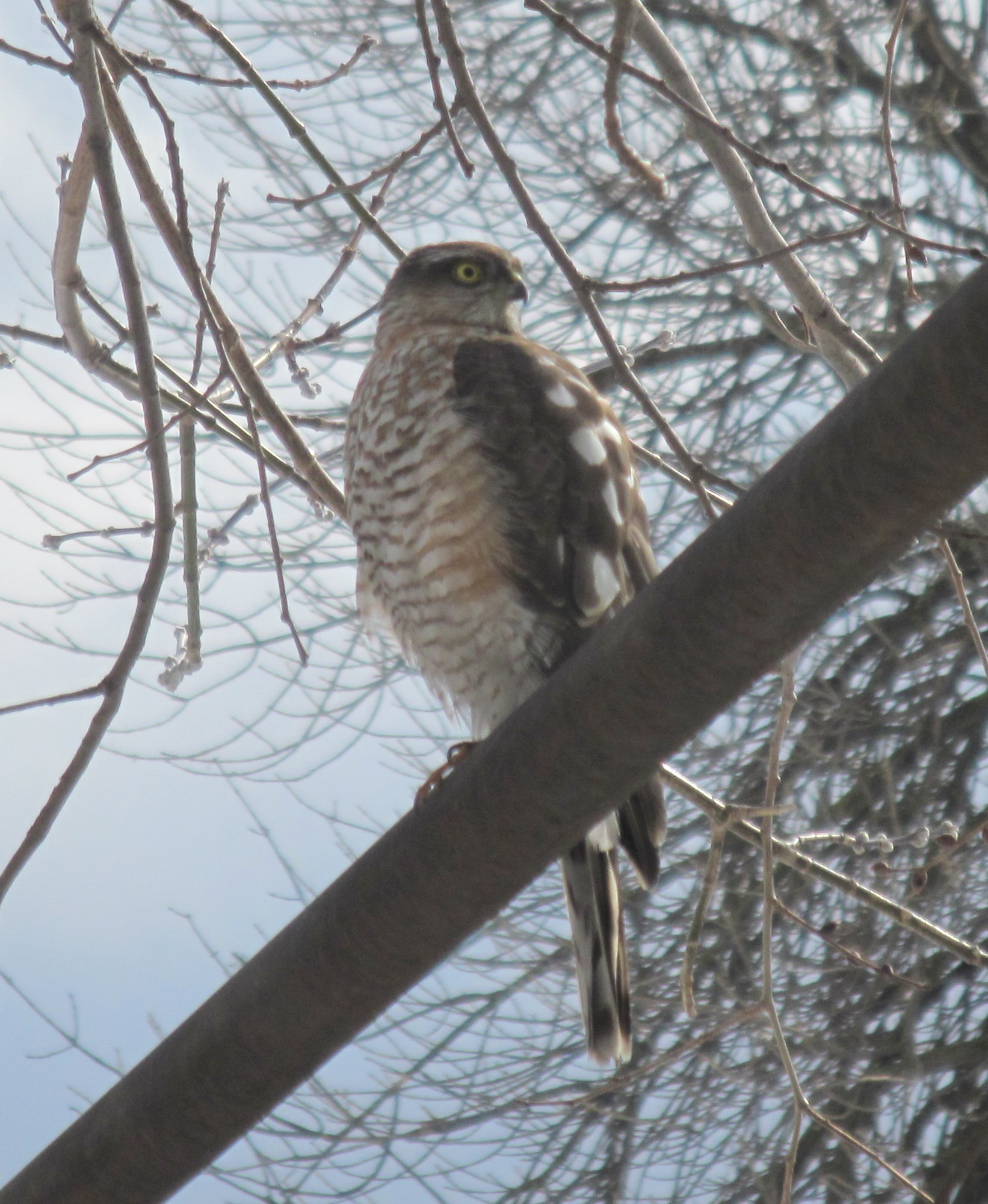
Karvaly Penza városában (Oroszország)

A karvaly szerte az Óvilág mérsékelt és szubtrópusi éghajlatú vidékein él és élőhelye mintegy 23 600 000 négyzetkilométert foglal magába, populációja 2009-ben mintegy másfél millió példányt számlált. Habár a globális szaporodási trendeket jelenleg nem vizsgálják, az egyedszám stabilnak tűnik, ami miatt a nem veszélyeztetett madárfajok közé tartozik az IUCN listáján. A. n. granti alfaja viszont veszélyeztetett az élőhelyének csökkenése és tojásainak gyűjtése, valamint az orvvadászat miatt és emiatt szerepel a European Commission Birds Directive Annex I-es listáján. Az A. n. granti alfajból 100 pár Madeirán, 200 pár pedig a Kanári-szigeteken fészkel. A karvaly egyike a legelterjedtebb ragadozó madaraknak Európában, a vándorsólyommal és az egerészölyvvel karöltve. Az Albániában és Norvégiában élő népessége csökkenőfélben van és Európa néhány vidékén vadászható madárfajnak számít. Ugyanakkor ezen veszélyeztető tényezők nem érintik jelentős mértékben az állomány létszámát. Az Egyesült királyságban a karvalyok populációja 108 százalékkal emelkedett 1970 és 2005 között, de az 1996 és 2006 közti évtizedben számuk mintegy 1 százalékkal csökkent. Írországban a karvaly a legelterjedtebb ragadozó madár, melynek egyedei nem messze Dublin központjától is költenek, ahol főleg a parkokat és kerteket látogatják gyakran. Városokban, igy Budapesten is, ősztől kis erdőfoltokban látható a karvaly, inkább a hím egyedek. Nem feltűnősködik, maga a madár csendben van ebben az időszakban, nem is feltűnő, az átlag ember messziről a hím kékes hátát galambnak hiheti, ha sikerül meglátnia. Óvatos madár, a madárbarát fotós ha figyelmes észreveszi és sikerül lencsevégre kapni de hamar kiszúrja az embert még ha tisztes távból filmezzük, és csendben járunk. Télen aztán az őszi helyéről gyakran eltűnik, mintegy rejtett életet élhet. Inkább látni a jellegzetes reptét alkonyat időben valószínűleg alvóhelyet keres. Tavasszal látni újra, inkább reptében a párjával nászrepülnek a magasban. Magyarországon fészkelő, még Budapesten a Népligetben is megtalálható, és bemerészkedik akár a belvárosba is. Hazánkban egész évben megtalálható. A 2012. januárban végrehajtott madárszámlálás eredménye alapján 121 karvaly telelt Magyarországon. Magyar neve „török” eredetű lehet, talán avar átvétel.

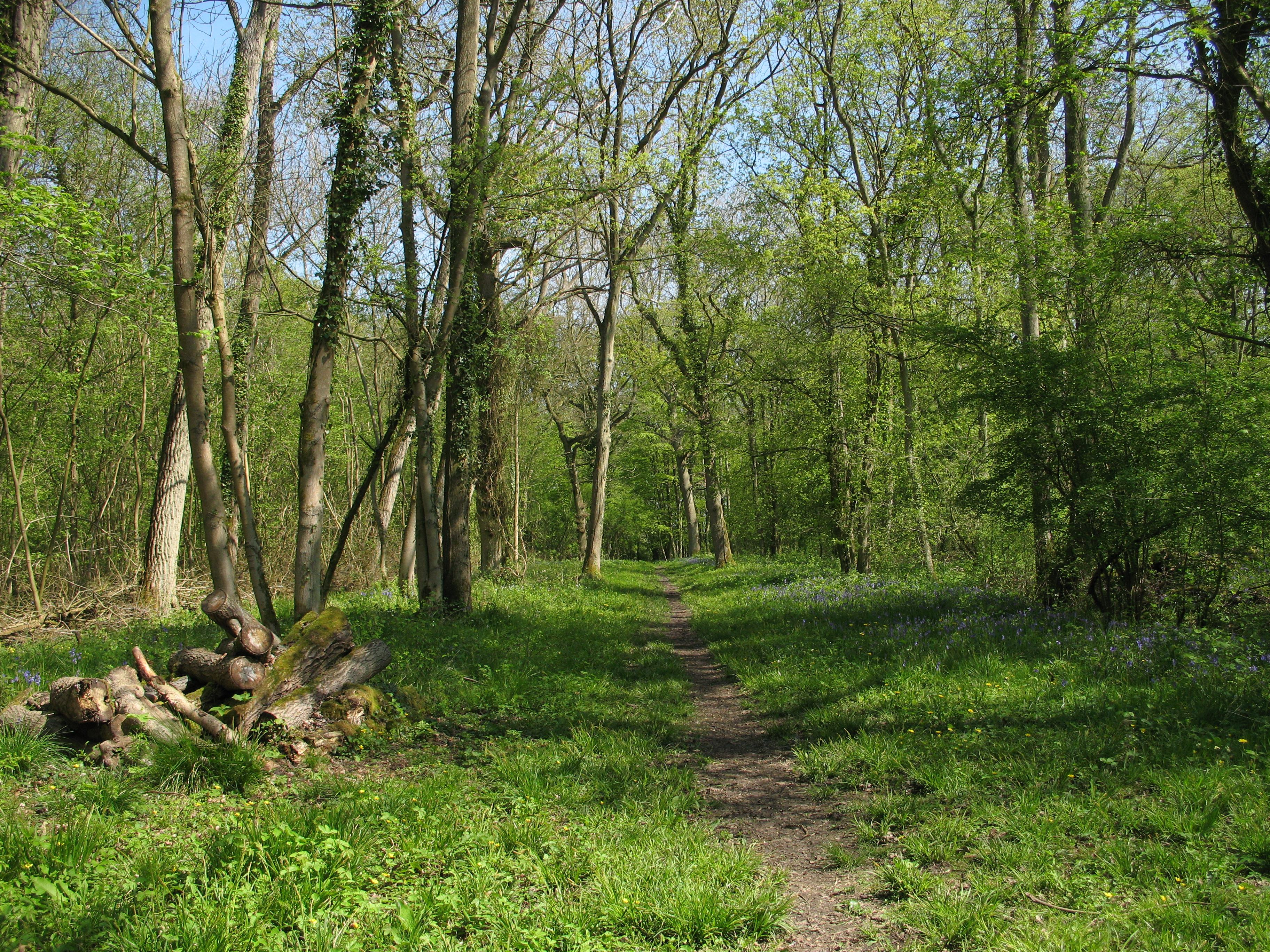
A lombhullató erdőségek a karvalyok jellegzetes fészkelőhelyei

Ez a madárfaj a legtöbb erdei élőhelyén uralkodó fajnak számít és hasonlóan van ez facsoportok, erdőfoltok esetében is. A karvalyok előnyben részesítik az erdőszéleket vadászatuk során, ám a vándorlásban lévő egyedek szinte bármilyen élőhelyi környezetben felbukkanhatnak. A karvaly hasznot húz a középkorú faállományok arányának növekedésével, melyet a korszerű erdészeti technológiák elterjedésének köszönhetünk, ahogyan azt egy norvég tanulmány is leírja. A héjákkal ellentétben a karvalyok kertekben, parkokban is előfordulnak, sőt költenek is.
Az Európa és Ázsia északabbi vidékein élő karvalyok télire délebbre vándorolnak többek közt Indiába, néhányan közülük Észak-Afrikába, vagy akár az egyenlítő vidékére is. Az enyhébb, délebbi vidékeken élők ezzel szemben egész évben ugyanazon a vidéken vadásznak. A fiatalok korábban kezdik a felnőtteknél a vándorlást és köztük is a fiatal nőstények kezdik el korábban a költözést. A Heligolandon gyűrűzött madarak adatainak elemzése azt mutatja, hogy a hímek távolabbra vándorolnak és jóval gyakrabban teszik meg ezt az utat, mint azok a nőstények, amelyeket Kalinyingrádban gyűrűztek meg. Az átlagos távolság a hímeknél 1328 km volt, míg a nőstényeknél csak 927 km.
Egy skót tanulmány úgy találta, hogy azok a madarak, amelyeket meggyűrűztek és kiváló vadászterületeken engedtek szabadon, azok sokkal nagyobb eséllyel maradtak életben, mint azon példányok, amelyeket átlagos vadászterületeken engedtek el.

## Táplálkozása
A karvaly a kisebb erdei madarak első számú vadásza, mégis támadásainak csupán 10 százaléka végződik sikerrel. Gyors támadással, meglepetésszerűen csap le áldozatára, főleg bokrok, fasorok, erdőfoltok takarásából lepi meg zsákmányát az élőhelyi sajátosságokat kihasználva. Kerteket, beépített területeket is használ rajtaütéseihez azon prédák estén, melyeket ilyen helyeken talál.
A karvaly lesben áll rejtekhelyén, míg közel nem jön egy madár, majd ezután elhagyja búvóhelyét és alacsonyan szállva, gyors ütemben kirepül. Az üldözés végén a zsákmányt alulról támadja, fejjel lefelé rámarkol a prédára és lerántja, majd lábon követi a növényzet között.
A hímek 40-től 120 gramm testtömegig terjedő zsákmányállatokra vadásznak, míg a nőstények képesek letaglózni akár 500 gramm, vagy nagyobb testsúlyú prédákat is. A karvalyok által naponta elfogyasztott élelem mennyiségét a hímeknél 40-50 grammra teszik, míg nőstényeknél ez 50-70 gramm. Egy év alatt egy karvaly pár képes elejteni 2200 darab házi verebet, 600 fekete rigót, vagy 110 örvös galambot. Azon madárfajok, amelyek a nyílt területeken táplálkoznak, távol a növényzet fedezékétől, vagy feltűnő viselkedésűek, vagy színezetűek, azok gyakrabban esnek áldozatul a karvalyoknak. Példának okáért a széncinegék, vagy a házi verebek igencsak kiszolgáltatottak ebből a szempontból. A karvalyok lehetnek felelősek bizonyos fajok több mint felének elhalálozásáért, de ez területről területre változik.
A hímek inkább cinegeféléket, pintyféléket, verébféléket és sármányokat ejtenek el, míg a nőstények inkább rigóféléket és seregélyeket fogyasztanak. A nagyobb zsákmányokat, mint például a galambokat, vagy a szarkákat nem azonnal, hanem később, a tollazat eltávolítását követően fogyasztják el. Több mint 120 madárfajt jegyeztek fel, mint a karvalyok zsákmányállatait. Az elragadott madarak közt felnőtt és fiatal egyedek, fiókák is vannak, bár fészekben lévő fiókák és dögök is szerepelnek a karvalyok étlapján. Kisebb emlősöket, például denevéreket is elejtenek, ha el tudják kapni, de a rovarok jóval gyakrabban kerülnek terítékre.

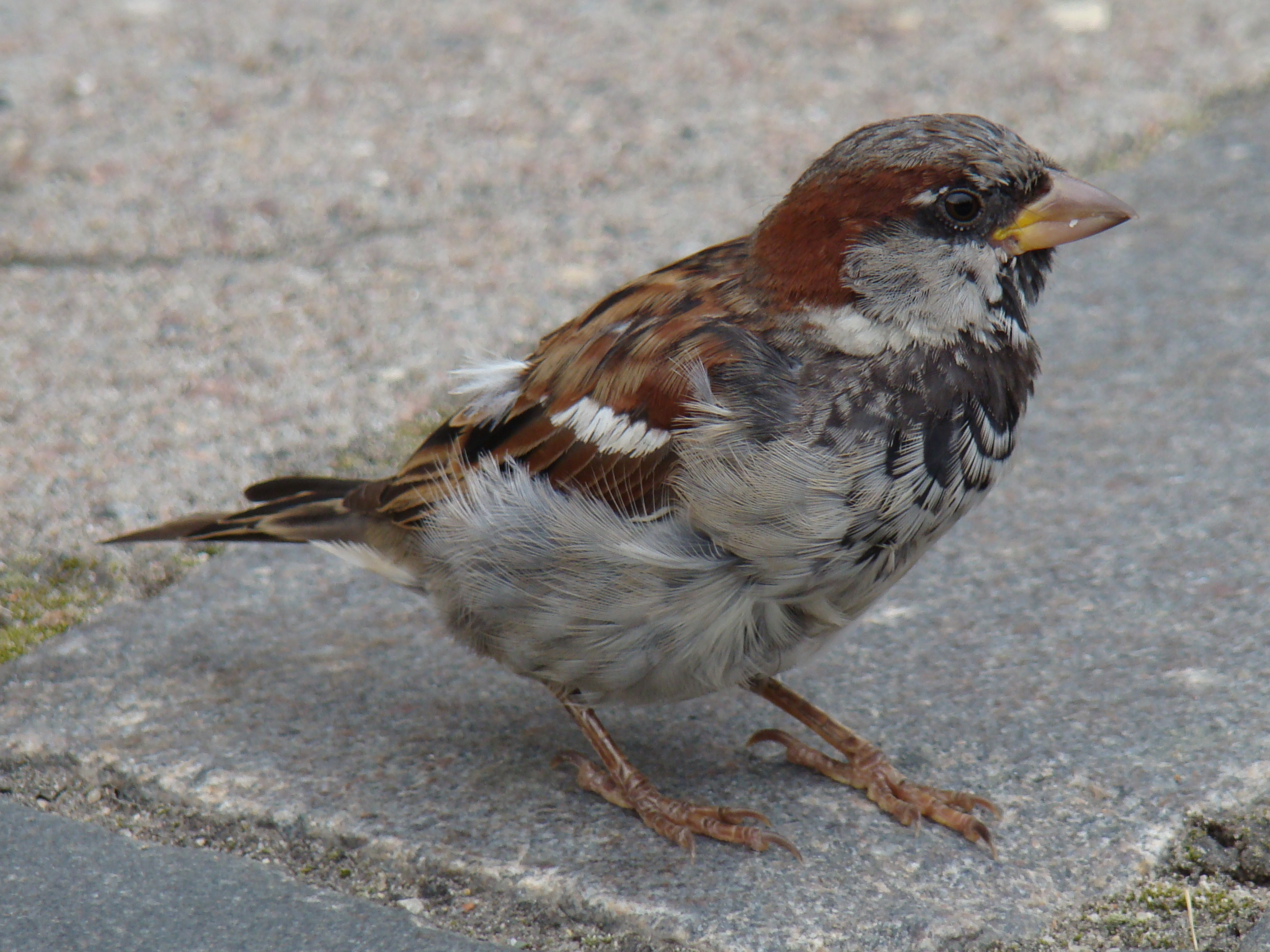
Azon madárfajok, melyek nyílt területeken táplálkoznak, mint amilyen a házi veréb, azok jobban ki vannak téve a karvalyok támadásának

A kisebb madarak vagy a földre való zuhanáskor, vagy a karvalyok lábai által történő megcsavaráskor vesztik életüket, különösen a két hosszú karom által. Azon áldozatokat, amelyek küzdenek, azokat leszorítják a földre és beléjük vájják karmukat. Mikor olyan nagyobb példánnyal van dolguk, amelyek csípnek és csapkodnak szárnyukkal, olyankor jön jól a hosszú láb. A karvaly ilyenkor rááll a préda tetejére, hogy szétszedje, szétdarabolja. A tollakat letépik és elsőként a melle húsát fogyasztják el prédájuknak. A végén csak a csontok maradnak, de gyakran csőrükkel azokat is összeroppantják. Mint minden más ragadozó madár, a karvalyok is köpeteket öklendeznek ki magukból, amelyek a zsákmányállat emészthetetlen részeit tartalmazzák. E köpetek mérete 25–35 mm hosszú és 10–18 mm széles és egyik végük kerekded, másik vége hegyes. Általában kisebb tollakat és emésztetlen állati részeket tartalmaznak.
Vadászat közben e madárfaj 2-3 kilométert repül naponta. A fák koronája fölé csak akkor emelkedik, ha körül akar nézni, vagy messzebbre indul. Norvégia egyik erdős területén végzett kutatás úgy találta, hogy a karvalyok vadászterülete mintegy 9,2 négyzetkilométert tesz ki a hímek esetében, míg a nőstények 12,3 négyzetkilométeres területen vadásznak, amely nagyobb, mint amit egy brit kutatás állapított meg a Nagy-Britanniában élő karvalyokról. Ennek oka valószínűleg az, hogy a nagyobb zsákmányállat-sűrűséggel rendelkező területeken kisebb vadászterület is képes eltartani az egyedeket. Egy tanulmány azt vizsgálta meg, hogy egy 1990-ben kitelepített karvalypár hogyan befolyásolja a kék cinegék létszámát. Úgy találták, hogy a felnőtt kék cinegék túlélési aránya 0,485-ről 0,376-ra esett vissza, miközben ugyanez az arány nem változott a szomszédos területeken. A tenyészpopuláció létszáma nem változott, viszont kevesebb olyan egyed volt, amelyik nem költött. Az erdőkben a fiatal széncinegék halálozásának egy harmadáért a karvalyok felelősek. Két figyelmeztető hangjelzésük van, melyeket akkor hallatnak, ha a széncinegékre rátör egy ragadozó és ezt aközben is hallatják, miközben menekülnek a ragadozó elől. Ugyanakkor a cinegék csak akkor hallatják ezt a vészjelzést, mikor a karvalyok már túl közel vannak hozzájuk. Egy Sussexben végzett kutatás azt találta, hogy a karvalyok leginkább akkor vadásztak a foglyokra, amikor azok mennyisége alacsonyabb volt. Egy Skóciában végzett kutatás szerint a karvalyok nem választják a piroslábú cankót zsákmányállatnak, mert e gázlómadarak mérete és kondíciója jobb annál, mint amit még képesek lennének a rajtaütésszerű támadásaikkal leküzdeni.
Egy másik tanulmány úgy találta, hogy a zsákmányállattá válás veszélye mintegy 25-szörösére emelkedett azon a héják és karvalyok által fogyasztott zsákmányállatok esetében, melyek fertőzöttek voltak a Leucocytozoon nevű élősködővel és azon madarak is tizenhatszor nagyobb eséllyel váltak prédává, melyek madármaláriával voltak megfertőződve.
A karvalyok legfőbb természetes ellenségei a gyöngybaglyok, a macskabaglyok, a héják, a vándorsólymok, a szirti sasok, a bubók, a vörös rókák, a nyestek és a nyusztok.

## Szaporodása

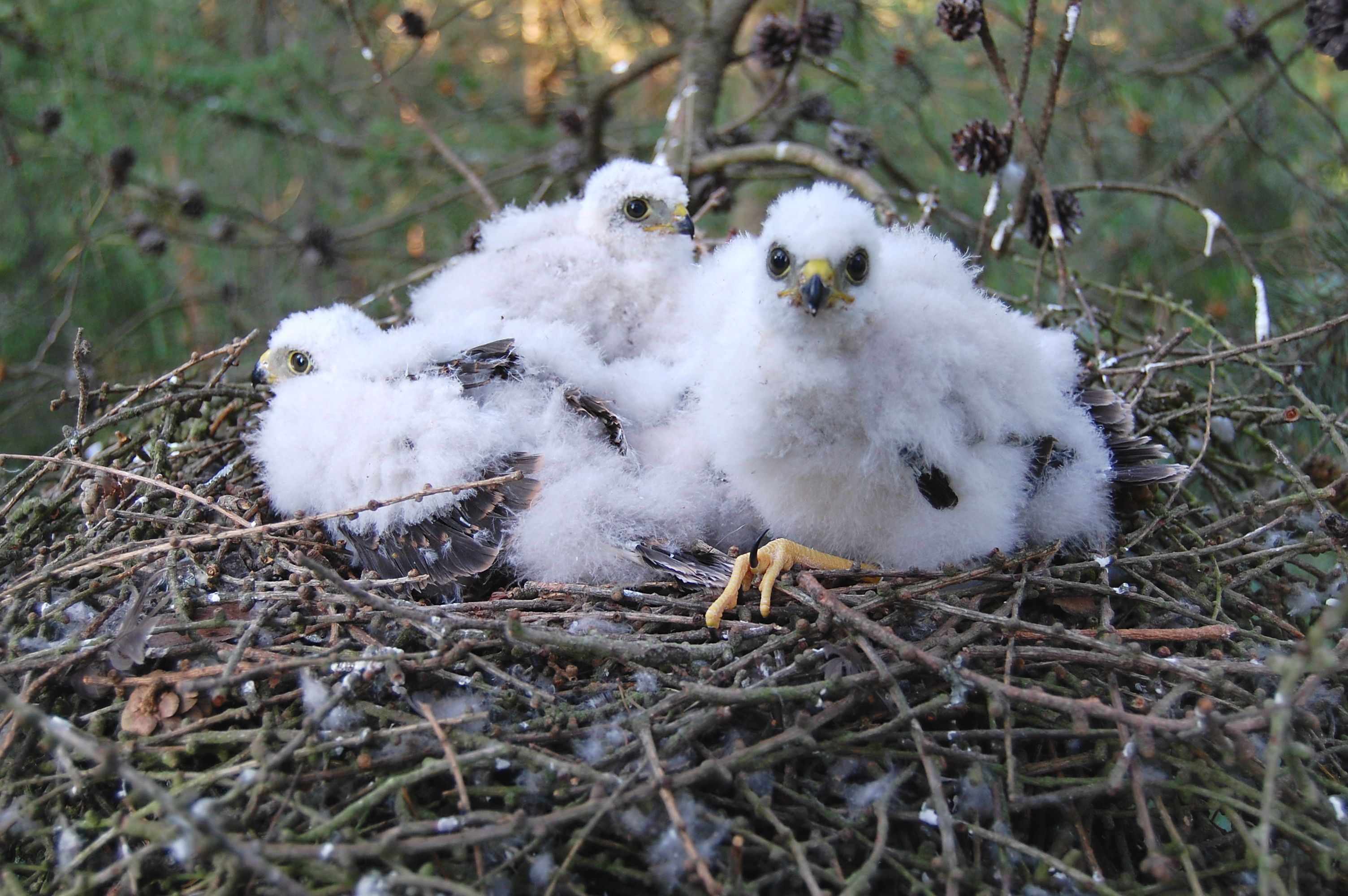
A fiókák 24-28 napig a fészekben maradnak

A karvalyok kiterjedt, idősebb erdőségekben szeretnek fészket rakni, akár fenyvesekben, vagy kevert faállományú erdőkben is, főleg olyan erdőket részesítenek előnyben, amelyek se nem túl nyitottak, se nem túl sűrűek, ezáltal biztosítják a karvalyok számára a repülési útvonalakat. A fészkek az ágak elágazásaiban találhatóak, gyakran a törzshöz közel, ott, ahol két vagy három ág kiindulópontja található. A fészek gyakran magasabb bokrokon helyezkedik el. Amennyiben a környéken állnak fenyőfák, akkor inkább azokat részesítik előnyben fészekrakás céljából. A karvalyok évente új fészket raknak, általában az előző évi fészek közelében és időnként régi galambfészkeket, vagy dzsungelvarjak elhagyott fészkeit használják alapként. A fészeképítés jelentős részét a hímek végzik. A gallyakból lazán összerakott fészek átmérője átlagosan 60 centiméter, míg magassága meghaladhatja a 60 centimétert is. Mikor a tojó megtojta a tojásokat akkor kisebb gallydarabokat és fakérget helyeznek el a fészekben.
A költési időszakban a hímek testsúlyuk egy részét elveszítik, miközben ellátják élelemmel a tojásokon kotló tojót, majd később, mikor a nagyobb fiókáknak több élelemre van szükségük. A tojók a legnagyobb testsúllyal májusban rendelkeznek, mikor lerakják tojásaikat és augusztusban a legkisebb súlyúak, mikorra az egész költési időszak lejátszódik. Egy tanulmány rámutatott, hogy a költés sikeressége nagyban függ attól, hogy a hímeknek sikerül-e annyi élelemmel ellátniuk a tojót, hogy annak ne csökkenjen a testsúlya.
A karvalyok egy-hároméves korban válnak ivaréretté. A legtöbb karvaly minden költési időszakban ugyanazon a vadászterületen marad, míg vannak olyan egyedek, amelyek akár nyolc évnél is tovább maradhatnak ugyanazon vadászterületen. A párok lecserélődése egyúttal a vadászterület megváltoztatását is jelenti. Az idősebb madarak hajlanak inkább arra, hogy ugyanazon vadászterületen maradjanak, ám a sikertelen párzás gyakran vezet a korábbi vadászterület elhagyásához. Azon madarak, amelyek ugyanazon területen maradnak, nagyobb eséllyel nevelik fel fiókáikat, bár ez az arány nem mutat emelkedést az évek során, azonban azon tojók, melyek elköltöztek, azok jóval sikeresebbek a fiókák felnevelésében, miután vadászterületet váltottak.

### Tojásai

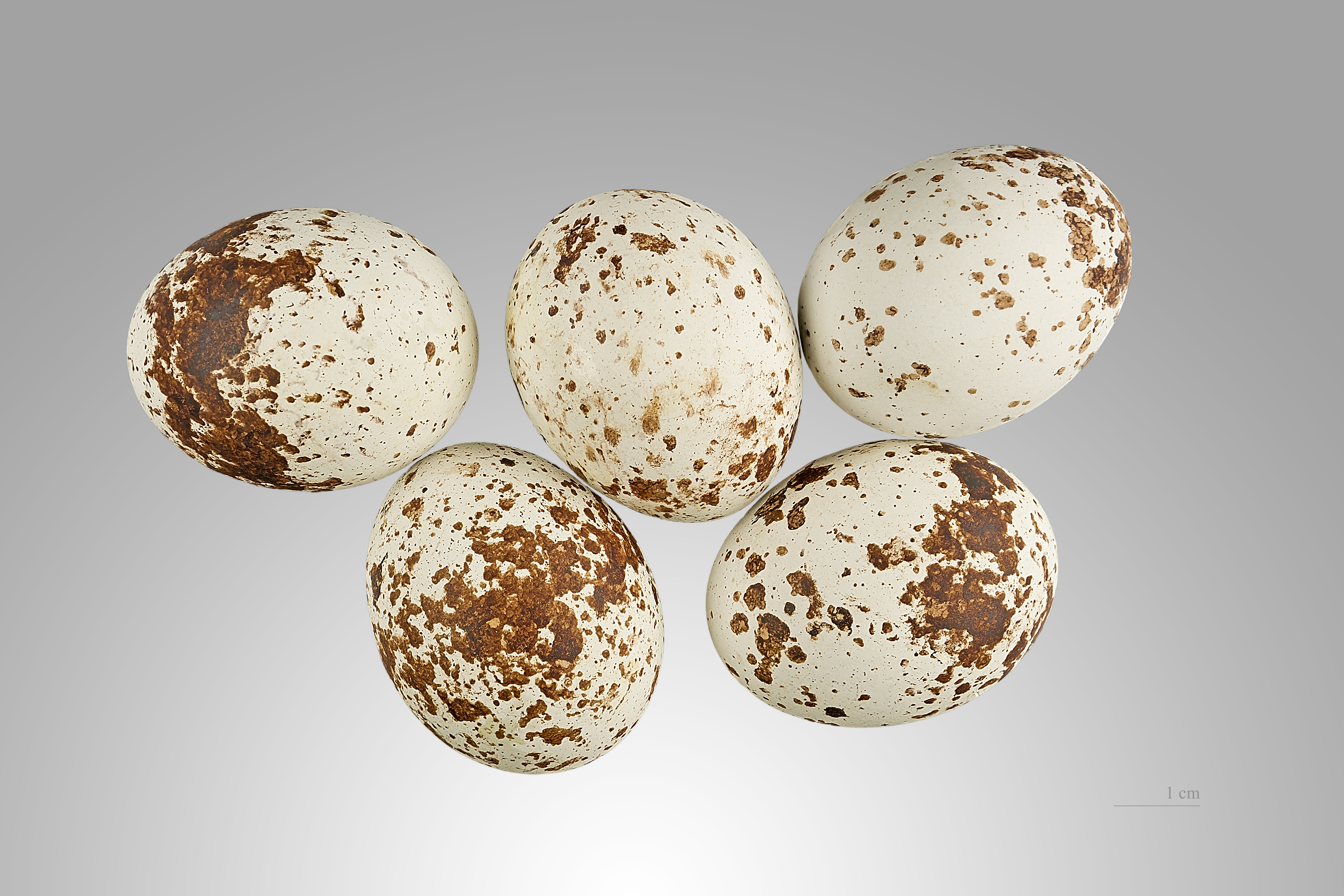
Accipiter nisus – a Toulouse-i Múzeumban

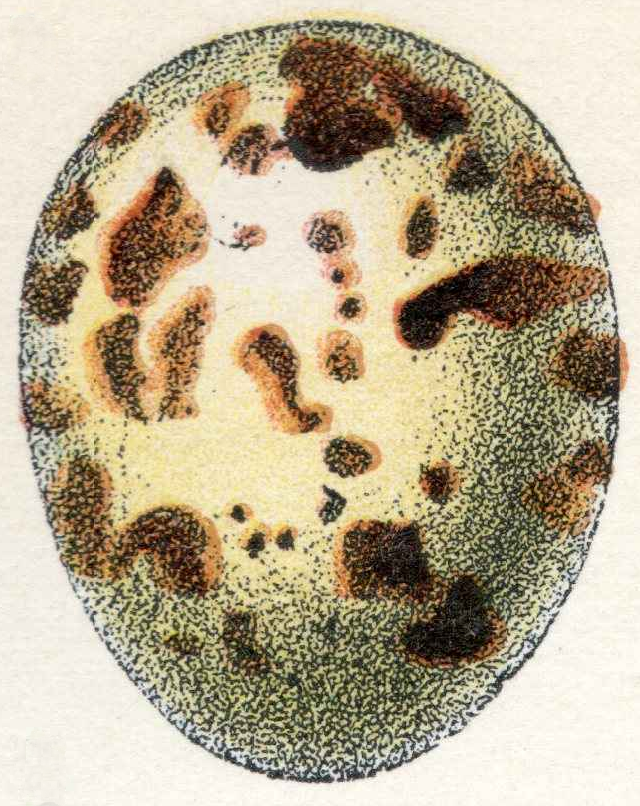
Egy tojás illusztrációja. A tojás halványkék színe sárgásra változott a tárolás során

Halványkék tojásai barna pöttyökkel pettyezettek, méretük 35-46×28–35 mm, súlyuk 22,5 gramm, melynek egészséges tojások esetén mintegy 8 százaléka a héj tömege. Általában a tojó négy vagy öt tojást tojik. A tojásokat általában reggel tojja a tojó és minden egyes tojást követően két három napot pihen, mire a következőt lerakná. Ha az egyik tojás összetörne, akkor további kettő tojást rak a tojó, melyek kisebbek a korábban lerakott tojásoknál.

### A fiókák
A fiókák 33 nap keltetést követően kelnek ki a tojásból. Miután kikeltek, a tojó vigyáz rájuk és eteti őket életük első 8-14 napjában, valamint akkor, ha a későbbiekben rosszra fordul az időjárás. A hímek biztosítják a család számára a táplálékot ebben az időszakban és az első héten több mint hat alkalommal ejtenek zsákmányt naponta, mely a harmadik hét végére napi nyolc prédára emelkedik, majd napi tíz zsákmányt ejtenek a fiókák számára az utolsó hetekben, miközben ekkor már a tojó is vadászik.
A fiókák mintegy 24-28 nappal kikelésük után elkezdik szárnyaikat próbálgatni és első repüléseiket hajtják végre a közeli ágakon. Őket további 28-30 napig etetik a szülők, miközben a fiatalok egész idő alatt a fészek közelében maradnak és próbálgatják a repülést. Ebben az időszakban a fiatalok meglehetősen hangosak és szüleik utáni kiáltozásuk jelentős távolságból is hallható. A fiatal karvalyok azután szélednek szét, miután a szülők abbahagyják táplálásukat. Bár ugyanarra az élelemmennyiségre lenne ilyenkor is szükségük, mint korábban, a hímek, akik durván fele akkorák, mint a nőstények, jóval gyorsabban felnőnek és hamarabb készen állnak a fészekelhagyásra. Egy Délnyugat-Skóciában végzett tanulmány szerint a kétnapos fiókák 21 százaléka az éhezés, a csapadékos időjárás, más ragadozók, vagy a szülők távolmaradása miatt halt meg. A Leucocytozoon toddi jelenléte késztetheti a szülőket a fészektől való távolmaradásra, mivel a szűk helyen nagyobb az esélye egymás átfertőzésének.

## Az emberekkel való kapcsolatuk

### Vegyszerek hatása
A karvalyok populációja a 20. század második felében lecsökkent. A csökkenés okai közt találjuk az aldrin, dieldrin és heptachlor vegyszereket, melyeket 1956-ban csávázóanyagnak használtak rovarölő szerekhez. Az akkoriban használt vegyi anyagok felgyülemlettek a magokkal táplálkozó madarak testében és a tápláléklánc csúcsán álló ragadozó madarakban, mint amilyen a vándorsólyom, vagy a karvaly, kettős hatást fejtettek ki: a lerakott tojások héja annyira elvékonyodott a hatásukra, hogy összetört, mialatt a tojók kiköltötték volna őket, valamint a madarak akkora mennyiségű méreganyaggal szennyeződtek, hogy belehaltak a mérgezésbe. Nem halálos következményei voltak ugyanennek a mérgezésnek, hogy az állatok ingerlékenyebbé váltak tőle, görcsök alakultak ki náluk és elvesztették tájékozódási képességüket. Németország nyugati részén az ötvenes években a fészekaljak 80 százaléka sikeresen kikelt, ám ez az arány az 1960-as-1970-es évekre 54 százalékra csökkent.
Az Egyesült Királyságban, azon belül is Kelet-Angliában, ahol a vegyi anyagokat széles körben használták, kis híján kipusztultak a karvalyok, míg az ország nyugati és északi vidékein, ahol egyáltalán nem használtak hasonló vegyszereket, ott nem volt csökkenés megfigyelhető.
A Royal Society for the Protection of Birds megvásárolta a Coombes Valley természetvédelmi területet Staffordshire-ben, mivel ez maradt az utolsó olyan hely Közép-Angliában, ahol a karvalyok még költöttek.
Az Egyesült Királyságban az őszi vetésű gabonafélékhez korábban cyclodiene tartalmú csávázóanyagot használtak egészen 1975-ig, amikor is betiltották a használatát és a vegyi anyagok jelenléte a madárpopulációban csökkenésnek indult. A populáció nagy mértékben kiheverte a csökkenési időszakot és napjainkban egyedszámuk emelkedése figyelhető meg számos helyen, mint például Észak-Európában. Svédországban az 1950-es évektől kezdve szintén drasztikus mértékben zuhanni kezdett a karvalyok száma, de nyomban emelkedésnek indult, miután a hetvenes években betiltották az organoklorin tartalmú szereket. Az Egyesült Királyságban azon tojások aránya, melyekből nem kelnek ki fiókák, 17 százalékról 6 százalékra csökkent a 2000-es év időszakára és a populáció stabilizálódott az 1990-es években mért csúcsa után. Egy tanulmány kimutatta, hogy a diklorodifenildikloroetilén egy nagyon maradandó vegyület, amely a nyolcvanas években is kimutatható maradt a gyengébb tojáshéjak terén, bár a hetvenes években mért szintje fokozatos csökkenésnek indult.
Elhullott madarak testéből vett mintákból kimutatták a Predatory Bird Monitoring Scheme munkatársai, hogy a karvalyokban még mindig kimutathatóak a poliklorinatizált bifenilek, bár kisebb arányban jelentkezett ez a vegyi anyag a 2005-ben elhullott karvalyoknál a 2004-ben kimúltakhoz viszonyítva, de a vegyi anyagok maradványai nem csökkentek jelentős mértékben a 2000-2005 közti időszakban.

### Tévhitek
A karvalyok táplálékuk okán mindig is konfliktusba kerültek az emberrel. A 19. században úgy jellemezték e madárfajt, hogy: „ezek nagy ellenségei a kisebb négylábúaknak és madaraknak, valamint igen gyakran nagy pusztítást képesek véghez vinni a fiatal csirkék közt a baromfiudvarokban költési időszakban, és nagyon károsak a foglyok számára.” T.B. Johnson 1851-ben ezt ajánlotta a vadőrök számára: „e madár fészkeit szorgalmasan keressétek... és pusztítsátok el, lőjétek le előbb a szülőket, amennyiben lehetséges.”
1870-ben így írtak róla: „A karvaly vélhetően a legádázabb ellensége a vadőröknek, ugyanakkor nem állítható biztosan, hogy mi is valójában a jó és mi a rossz, ám az egyensúly jelenleg a karvalyok irányába billenti a mérleg nyelvét, mivel egyik kedvence az örvös galamb, amely számának növekedése veszélyt jelent a mezőgazdaságra.” A 18. században a dél-angliai Aldworthben végzett összeírások azt mutatják, hogy 106 karvaly levágott fejéért fizettek, miközben ugyanebben az időszakban vívtak a gazdák harcot az egyre jobban elszaporodó verebekkel.
A 18. században a karvalyokat igen hevesen üldözték a gazdálkodók és a vadőrök, de ellenállt a populációját ért támadásoknak. Például a norfolki Sandringham településén 1938 és 1950 között összesen 1645 karvalyt ejtettek el, míg 1919 és 1926 közt Skócia egyik településén 1115 példányt ejtettek el.
A populáció képes volt gyorsan pótolni a csökkenést, mivel a vadászterület nélküli, vagy pár nélküli madarak gyorsan betöltötték a megüresedett helyeket. Az apróvadak és vadászható madárfajok élőhelyének védelme szintén jót tett e fajnak, ráadásul a karvalyok számára versenytársnak számító héják és az őket is veszélyeztető nyusztok irtása megkönnyítette e madarak dolgát. A populáció jelentős emelkedésnek indult, amint megnyugodtak a kedélyek a vadászatával kapcsolatban, például a két világháború idején.
Az Egyesült Királyságban a ragadozók és az általuk elpusztított madárállomány számolása mindig aktuális téma volt és állandó konfliktushelyzetet biztosított a környezetvédők és a vadőrök között. Az 1960-as években az énekesmadarak számának csökkenése pont egybeesett azzal, hogy a szarkák és a karvalyok populációja jelentős növekedésnek indult. Amikor a karvalyok száma csökkenésre váltott az organoklorin miatt, akkor nem volt nagy egyedszám növekedés az énekesmadaraknál. Egy tanulmány szerint 1949 és 1979 között 13 énekesmadár faj költött nagy számban az angliai Surreyben, Bookham Commons 16 hektáros erdejében addig, amíg csaknem teljesen mentes volt a karvalyoktól a vidék.
Számos rövid időszakot felölelő kutatás próbálta bizonygatni, hogy az énekesmadarak létszáma jelentős hatással van a karvalyok létszámára, ám hiába. Ugyanakkor a brit madárösszeírások hosszútávú adatbázisából kiderült, hogy a karvalyok és szarkák létszámának jelentősebb emelkedése az 1960-as években nem okozott komoly csökkenést a mezőgazdasági területeken élő énekesmadarak számában. Egy tanulmány évről évre végigkövette az adatsorokat és úgy találták, hogy az énekesmadarak állománya ugyanúgy változott, mint azokon a területeken, ahol nem élt különösebben sok karvaly. Egy másik tanulmány a karvalyokat és a keleti szürkemókusokat vizsgálta az énekesmadarakra tett hatásuk szerint és úgy találták, hogy csak nagyon kis mértékben mutatható ki az, hogy a karvalyok, vagy a szürke mókusok számának növekedése lenne felelőssé tehető az énekesmadarak számbeli csökkenéséért.
A postagalamb tulajdonosok hosszú ideje hangoztatják, hogy a karvalyok és a vándorsólymok tehetők felelőssé a jelentős és emelkedő mértékű pusztulásért a postagalambok közt és néhányuk arra szólított fel, hogy távolítsák el, vagy irtsák ki ezen madárfajokat a galambházaik környékéről.
Skóciában egy a Scottish Natural Heritage által finanszírozott és a Scottish Homing Union közreműködésével készült 2004-ben közzétett tanulmány úgy találta, hogy nem mutatható ki érdemi összefüggés a postagalambok közt jelentkező veszteségek és a karvalyok száma közt sem a versenyek tekintetében, sem pedig a galambdúcok közelében. A beszámoló szerint a postagalambok 56 százaléka elhull éves szinten, ám ebből csak 1 százalékért tehetőek felelőssé a karvalyok és csak kevesebb mint 2 százalék haláláért felelősek a vándorsólymok. A Central Science Laboratory kutatása azon adatok feldolgozásával készült, melyeket a karvalyok fészkei körül talált gyűrűk és a többi helyen talált galambok tetemeinek gyűrűi hordoztak.
2009 januárjától áprilisáig a skót kormány döntése értelmében próbaképpen átköltöztettek karvalyokat postagalambok lakóhelyeitől máshová Glasgow, Edinburgh, Kilmarnock, Stirling és Dumfries környékén. A teszt 25 000 angol fontba került, melyet a 3500 galambtenyésztőt tömörítő Scottish Homing Union támogatott. A kísérletet eredetileg 2008 elején akarták végrehajtani, de elhalasztották, mert a madarak költési időszakára esett volna. A kísérletet többen is bírálták, köztük Dr Ian Bainbridge, a skót kormány ökológiai tanácsadója, a Scottish Natural Heritage, és további szervezetek is, beleértve a Royal Society for the Protection of Birds, és a Scottish Society for Prevention of Cruelty to Animals szervezetek is.
Az eredményeket 2010-ben hozták nyilvánosságra, melyek azt mutatták, hogy csak hét karvalyt telepítettek át más helyre az összesen öt galambdúc közeléből. E madarak közül egy karvaly kétszer is visszatért az eredeti galambdúchoz, miközben újabb karvalyok a korábbi után új galambdúcot kerestek maguknak. A jelentés úgy találta, hogy „Mind az információk mennyisége, mind pedig a minősége a megfigyelésből eredő adatoknak olyan mértékű, amelyek alapján teljes bizonyossággal nem lehet levonni semmiféle megalapozott következtetést.” A kormány reakciója erre a következő volt: „Nincs szükség további vizsgálatokra, amelyek során befognák és átköltöztetnék a ragadozókat.” A Scottish Homing Union pedig a következőt nyilatkozta a tanulmánnyal kapcsolatban: „nagyon ideális volt, hogy ellenőrzött körülmények közt történtek az elfogások és az elszállítás, mert ez legalább egy kis védelmet nyújtott így.”

### Solymászat

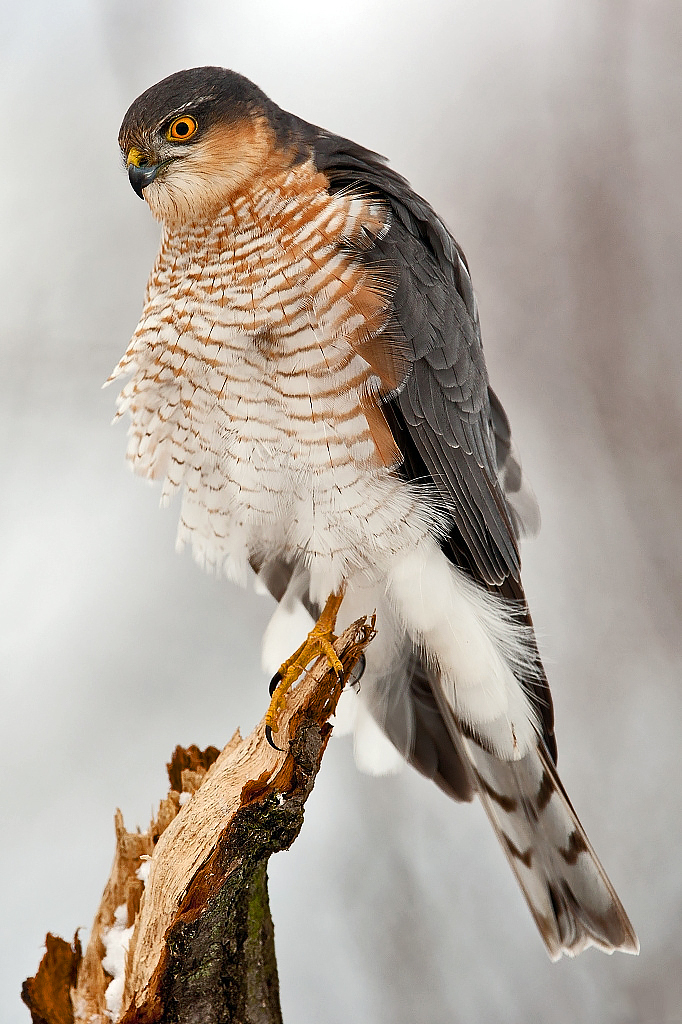
Egy kifejlett hím Szlovákiában

A karvalyokat már évszázadok óta, egész pontosan Nagy Akbar mogul sah uralkodásának ideje óta használják solymászkodásra. Régi hagyománya van Tunéziában és Grúziában annak, hogy karvalyokkal fogják el a fürjeket, ahol mintegy 500 bazieri , azaz karvalyász van napjainkban is és emlékművet emeltek nekik Poti városában. A karvalyok Írországban is igen népszerűek. Tunéziában a Bon-fok közelében és Törökországban minden évben több ezer példányt fognak be solymászok, hogy aztán a vándorló fürjekre vadászhassanak segítségükkel. Bár hivatalosan a vándorlási szezon végét követően szabadon engedik e madarakat, ám több egyedet megtartanak maguknak fogságban.
Angliában a 17. században a papoknak voltak karvalyai, mert ezzel is szimbolizálták alacsony státuszukat, míg a középkorban főleg a királyi és nemesi asszonyok kedvelték e madarakat, mert kis méretűek. Az angol nyelvterületeken a karvalyok, melyekkel solymászok dolgoznak, azoknak musket az elnevezésük, mely a latin musca, illetve a francia moschet szóból ered. A Book of Saint Albans könyv a papok madaraként írja le a karvalyokat. Egy solymász számára az egyik legkétségbeejtőbb és legbonyolultabb a karvalyokat trenírozni. Egy újonc számára a karvalyok tojóját választani meglehetősen rossz választás, mivel még egy jól képzett solymásznak is kihívást jelent ezek beidomítása. Úgy is jellemzik őket, mint „hisztérikus kis héják”, ugyanakkor bátorságuk és magas fokú sportteljesítményük miatt nagyra tartják őket. Philip Glasier így jellemezte a karvalyokat: „számos tekintetben a legmagasabb élmény karvalyokkal vadászni. Leginkább kis termetű prédákra érdemes ráengedni őket, mint amilyenek a seregélyek, a fekete rigók, a szarkák, de képesek elkapni a csörgő récéket, a fácánokat és a fürjeket is.” Egy 19. századi leírás úgy ír róla, hogy a haris legjobb vadásza. 1735-ben a Sportsman's Dictionary  így említi: „Télen és nyáron is szolgál és bárminemű vadra rámegy, jóval inkább, mint a sólymok. Télen a karvaly jól szerepel, megöli a szarkát, a havasi varjút, a szajkót, az erdei szalonkát és a fenyőrigót is.”

### A karvalyok a kultúrában
A német mitológiában a karvaly, melyet krahui, vagy krahug néven neveznek, az istenek erdejében élő szent madár. A szent karvalyok annak a tölgyfának az ágain verdestek, amely egy meggyilkolt férfi sírjából nőtt ki és azért verdestek, hogy így hozzák tudomásra a rossz tettet. Anglia egyes részein úgy tartották, hogy a kakukkok télire karvalyokká változnak át. 1066-ig, a normann hódításig a Sparrowhawk, (magyarul karvaly), vagyis ahogy annak idején írták Spearhafoc vezetéknévként szolgált a szigetországban.
A musket, magyarul nagyjából karvaly eredetileg egyfajta számszeríj volt, majd később egy kis méretű ágyút is elneveztek a karvalyról az angol nyelvterületen. A brit Gloster Aircraft Company egyik Mars repülőgépét szintén a karvalyról nevezte el angolul Sparrowhawknak.
William Shakespeare az A windsori víg nők című színművében megemlíti a karvalyok fiatal példányait: a „How now, my eyas musket” kezdetű mondatában, ahol az élénk, fiatal emberre vonatkozik a karvalyra való utalás.
Ted Hughes angol költő egyik versét karvaly (Sparrow hawk) címmel írta. Hermann Hesse is megemlíti a karvalyokat Demian című művében, valamint az Ezeregy éjszaka meséi című műben Richard Francis Burton is említést tesz e madarakról.
Fekete István állatnevei közt a karvalyokat Nerr néven nevezi.

## Fordítás
- Ez a szócikk részben vagy egészben  az   Eurasian sparrowhawk című angol Wikipédia-szócikk ezen változatának fordításán alapul.  Az eredeti cikk szerkesztőit annak laptörténete sorolja fel. Ez a jelzés csupán a megfogalmazás eredetét és a szerzői jogokat jelzi, nem szolgál a cikkben szereplő információk forrásmegjelöléseként.